# براين فيل
براين فيل (بالإنجليزية: Bryn Vaile)‏ هو ربان ‏ بريطاني، ولد في 16 أغسطس 1956 في لندن في المملكة المتحدة.

## وصلات خارجية
- براين فيل على موقع الاتحاد الدولي للملاحة الشراعية (موقع قديم) (الإنجليزية)
- براين فيل على موقع أوليمبيديا (الإنجليزية)
- براين فيل على موقع اللجنة الأولمبية البريطانية (الإنجليزية)